# Eワラント

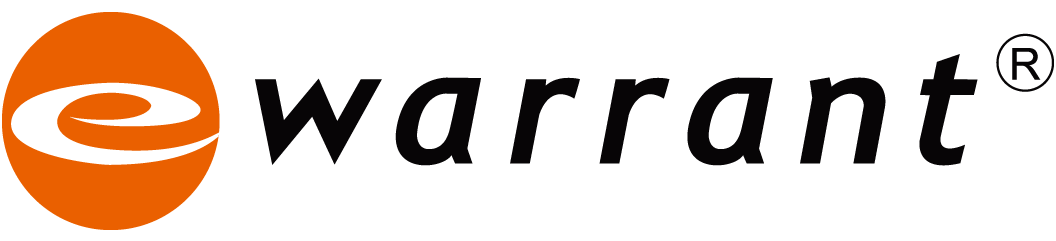

eワラント（英: eWarrant）とは、eワラント証券の関連会社、eワラント・ファンドが発行しているカバードワラントなどのブランド名。eワラントの名称は総称であり、具体的には、eワラント（コール型、プット型）、ニアピン、トラッカー、CFDがある。国内外の現物株式、株価指数、為替相場、商品（コモディティ）相場を対象として、約2,000種類の銘柄（各国の株式指数、日本、中国、米国等の個別銘柄、金、原油、穀物等の商品、通貨、テーマ株バスケット等）に対する金融派生商品である。eワラント自体は2000年3月にゴールドマン・サックス証券が始めた事業であり、2011年8月からeワラント証券が事業を引き継いでいる。

## 概要
eワラントはオプション取引や先物取引などのデリバティブ取引と同等の金融商品であるが、これらは証拠金取引のため、ロスカットに失敗した場合、当初の証拠金以上の追加証拠金を請求されるリスクがあるが、eワラントの場合は、購入時の金額以上を請求せずに、追加証拠金のリスクは顧客側には発生せず、eワラント・インターナショナル側がそのリスクを背負う。ただし、その代わり、売買価格にそのリスク回避分の手数料が上乗せになっている。取引はeワラント・インターナショナルが提示した価格で行う相対取引。
ただしeワラントCFDは普通の店頭CFDであり、証拠金の額を上回る損失が発生するリスクがある。

### 取扱時間
取引時間は、日本の証券取引所営業日の9:00〜23:50。取引所を介さないせいもあり、夜間でも取引ができる。ただし、銘柄によっては取引できない時間も一部ある。

### 取り扱い証券会社
- カイカ証券（eワラント・ダイレクト）
- SBI証券（eワラントCFDは取り扱っていない）ただし、2021年9月16日23:50で新規買い付け終了、2024年5月8日にてサービス終了[3]。

### 取扱単位
取引単位は1ワラントの価格は1〜100円程度、売買は最低1,000ワラント単位からできる。

#### 最大注文数
1注文当たりの最大注文可能ワラント数は250,000ワラント。なお、取引停止時を除き、1日に何度でも取引が可能である。例えば500,000ワラント購入する場合には、250,000ワラントずつ2注文に分けることになる。

### 取引手数料
取引手数料は無料。ただし実質的には、以下の2つのコストにより、5%程度の購入時手数料と、保有期間に応じた管理手数料を支払うことになる。
売買スプレッド
eワラントを購入する際には販売価格(投資家にとっての購入価格)での取引、売却する際には買取価格(投資家にとっての売却価格)での取引となるため、販売価格と買取価格の差（売買スプレッド）がコストとなる。なお、売買スプレッドは対象原資産の価格、売買気配値の差、取引の状況、eワラントのデルタ、その他のコストの変化などによって変動する。
管理コスト
マーケット・メーカーのヘッジコスト（金利水準、ヘッジ対象の流動性、資金調達コスト等を含む）の予想に基づいて年率で計算され、トラッカーの購入価格に織り込まれている(理論価格より割高な価格が提示されている)。満期まで保有した場合は、管理コストが大きくかかることになる。

### 注文方法
eワラントの注文方法は指値注文が一般的。指値とは、取引した値段あらかじめいくらで買う（いくらで売る）を自分で指定する注文方法。ただし、指値はその値段にならないと売り買いができないので、現在のeワラントの販売価格と比べて低い価格で指値を入れた場合、約定する可能性は低くなる。eワラントはベターフィルという形式の指値の方法を導入している。

### 若葉マーク＆唐辛子マーク
銘柄名の隣にある若葉マークや唐辛子マークのアイコンは、eワラント証券独自の価格変動リスク度の目安を表している。若葉マーク、唐辛子1本、唐辛子2本、唐辛子3本と唐辛子の本数が多ければ、価格変動リスクが大きいことを示している。

## 商品性
満期日にいくらで買える・売れるという権利が付与された証券
- 買う権利が付与されたeワラントがコール
- 売る権利が付与されたeワラントがプット

※eワラントは満期日において全て自動差金決済となり、実際に権利を行使して買う・売ることはしない。したがってオプション取引のように権利行使に伴う買付代金や、売却銘柄の用意は不要。
※eワラントの場合、追証という制度自体がないので投資家の最大損失は投資元本までである。eワラント優位点は投資元本までで止まりマイナスになることはない。

## 値動きの特性
コールの場合、対象原資産の上昇に伴って上昇することが見込める。プットはその逆で対象原資産が下落すると上昇が見込める。したがって対象原資産の値動きとともに変動するので、満期日まで保有する必要はない。時間的価値の減少も反映されていく。

## eワラントの種類

### eワラント（コール型、プット型）
オプション取引のカバードワラント。
- コール型     満期日の参照原資産価格が権利行使価格より高ければ受取金が発生する
- プット型     満期日の参照原資産価格が権利行使価格より低ければ受取金が発生する
- 参照原資産価格とはeワラントの価格計算に使われる対象原資産の価格を指す。

一般に、eワラントが参照している対象原資産（株式や為替相場など）が上昇すると価格が上昇するのがコール型。対象原資産（株式や為替相場など）が下落すると価格が上昇するのがプット型。プット型eワラントを用いれば、相場下落時にも収益を得られる可能性がある。対象原資産が同じであっても満期日までの期間、権利行使価格の違いによってeワラントの取引価格は異なる。また、通常、満期日までの残存日数によってeワラントの価格は下落する。これは対象原資産が上昇または下落する確率が満期までの日数が短くなればなるほど低くなるためで、この確率の低下がeワラントの取引価格に影響する（時間的価値の減価）。極端なイン・ザ・マネーの状態（コール型の場合、参照原資産価格が権利行使価格を大幅に上回っている状態）にあるものや一部の為替eワラントは時間的価値の減価の影響が小さい。また、極めて低価格のeワラントは対象原資産の値動きに反応しにくい場合がある。
コール型eワラントとプット型eワラントはオプションの買いを有価証券にしたものであるゆえ、勝率は低い。その反面対象原資産が大きく動くと急騰することがあり、これがeワラントの魅力となっている。したがって対象原資産が大きく動くタイミングを狙って買い付けるのが勝率アップの秘策と言える。具体的には、対象原資産の相場水準に近い権利行使価格のものを選び、満期日までの残存期間が短い銘柄を選ぶ。次の特集コンテンツに詳しい解説がある。
- eワラントで高いリターンを狙う方法とは？過去には317倍も！？
- 今後の３大リスクイベントにはオプショナリティのある投資が有効

### ニアピン
オプション取引のバタフライに相当するカバードワラント。満期日にピン価格に  近いほど満期日に受け取れる金額が増える。満期日に参照原資産価格がピン価格とぴったり一致すれば、1ワラントあたり100円の受取り。ニアピンの最小取引単位は1,000ワラントなので10万円（＝100円×1,000ワラント）の受取となる（手数料別）。したがって、ピン価格に近いほど、ニアピンの取引価格は高くなる。

### スプレッド
オプション取引のバーティカル・ブル・コール・スプレッドやバーティカル・ベア・プット・スプレッドに相当するカバードワラント。

### トラッカー
先物取引に相当する金融商品。ただし先物取引とは異なりロスカット失敗時の追加証拠金は請求されない。コール型やプット型のeワラントと違い、レバレッジがなく権利行使日が長く設定されるため、中・長期の投資が主な目的となるeワラントである。ETFやETNと類似の商品性。

#### レバレッジトラッカー
従来のトラッカーと違いレバレッジ投資ができるトラッカーである。時間的価値の減価がないというトラッカーの特徴をもっている。相場が戻れば買取価格がほぼ元の水準まで戻ってくる。類似商品としてレバレッジETFやブルベア型投資信託があるが、これらは変動率の○倍となっているため、相場が戻っても基準価額は戻らない。例えば10%下落のあとに10%上昇してももとの水準に戻らない（100円→90円→99円）が、レバレッジトラッカーは変動幅の○倍となっているので10円の下落の後に10円上昇するという仕組みになっているためもとの水準に戻る。レバレッジトラッカーの中には、パラジウムに関連したリンク債レバレッジトラッカーもある。

#### コール型eワラントとレバレッジトラッカーの違い
一般的にコールeワラントの方がプラス5倍トラッカーよりレバレッジ水準が高い。コールeワラントは時間経過に伴う価値の減少があるが、プラス5倍トラッカーには時間経過に伴う価値の減少がない。プラス5倍トラッカーは売却価格が1円以下になると連動しなくなる（売却できる価格が固定される）。

### eワラントCFD
eワラントのブランド名が付いているが、普通の店頭CFDである。

## 対象原資産の種類
- 国内の個別株式 （トヨタ、ソフトバンク、任天堂など主力株を中心に100銘柄程度）
- 海外の個別株式 （Apple、Amazon.com、Facebook、Alphabetなどの米国株やアリババグループ（アリババグループ）などの中国株など世界の個別株役30銘柄程度）
- 日本の株価指数 （日経平均、東証株価指数TOPIX）
- 世界の株価指数 （NYダウ平均株価工業30種、ハンセン指数、韓国株価指数200種など）
- 外国為替（ドル、ユーロ、豪ドル、英ポンド、ニュージーランドドル、南アフリカランドなど）
- コモディティ（金、コーン、原油、プラチナ、コメ）
- バスケット（あるテーマに沿って複数の株式などによって構成されるeワラント。自動運転関連バスケット、ジャパン・テクノロジーバスケットなど）

## eワラント価格の仕組み
オプションのカバードワラントの価格は、権利公使価格、原資産価格、残存期間、原資産の配当利回り、金利、予想変動率によって決まる。代表的なモデルのひとつとしては、ブラック・ショールズ方程式がある。

## 税制（個人）
個人の場合、2012年1月以降、eワラントの取引により発生した利益は、「先物取引に係る雑所得等」として、一律20%の申告分離課税の雑所得（所得税15%、住民税5%）となる。eワラントを満期前に売却しても、満期まで保有したとしても利益の20%が課税対象となる。なお、FX取引や株価指数先物取引などと同様に、eワラントの取引損益等を記載した「支払調書」が取扱い金融商品取引業者によって作成され、税務署に提出される。
※2013年1月1日から2037年12月31日までの25年間は、復興特別所得税として所得税額に2.1%を乗じた金額が上乗せされ、所得税は15.315%となる。
FXなどとの損益通算が可能であり、確定申告することによってeワラントとFX（店頭FXおよび取引所FX）や先物・オプション取引などの利益と損失を合算することができるようになる（これを損益通算という）。例えば、eワラントで100万円の利益が出ていて、FXで50万円の損失が出ている場合は、eワラントの利益でFXの損失を穴埋めできるようになる。損失が残っている場合は3年間繰り越すこともできる。例えば、2012年FXとeワラント損益通算の結果、50万円の損失となったとする。もし、2013年に80万円の益が出た場合、2012年の50万円の損失と相殺して2013年の利益の30万円部分が2013年の課税対象となる。

## 沿革
- 2000年3月 - ゴールドマン・サックス証券が日本におけるカバードワラント事業を開始
- 2001年5月 - eワラントの取引時間を午後11時50分まで延長。
- 2002年6月 - 日本初の為替相場を対象としたカバードワラントである米ドルeワラントの取引開始。
- 2005年8月 - 原油(WTI)eワラント、金eワラントなど商品（コモディティ）eワラント取引開始。
- 2006年12月 - インド株（ADR）、中国株対象のeワラント取引開始。
- 2007年5月 - ニアピン取引開始
- 2007年7月 - ブラジル株（ADR）、ロシア株（ADR）対象のeワラントの取引開始
- 2007年12月 - トラッカー取引開始
- 2010年12月 - ブラジル・レアルeワラントの取引開始
- 2011年8月 - eワラント証券株式会社営業開始
- 2011年10月3日 - eワラント販売会社の取引委託手数料無料化
- 2012年3月 - コメeワラントの取扱い開始
- 2012年6月 - インドネシア・ルピアトラッカー、人民元トラッカーの取扱い開始
- 2013年4月 - ブレント原油先物eワラントの取扱い開始
- 2013年7月 - レバレッジETFの弱点を解消したレバレッジトラッカーの取扱い開始
- 2014年11月 - 金融商品取引業者向けのeワラント取引システムのホワイトラベル提供を開始。稼働第1号としてEVOLUTION JAPAN証券にてシステム稼働および運用サポートサービスの提供を開始している。
- 2015年4月 - サイバーセキュリティバスケットeワラントの取扱い開始
- 2015年5月 - ヒンデンブルグ・オーメンの無料提供開始
- 2015年12月 - 自動運転関連バスケットeワラントの取扱い開始
- 2016年3月 - インド関連株バスケット、サイバーセキュリティバスケット2eワラントの取扱い開始
- 2016年6月 - デフレ・円高勝ち組バスケットeワラントの取扱い開始
- 2016年7月 - 任天堂株急騰で任天堂株を対象原資産とするeワラントが317.5倍となり、eワラント証券の営業開始以来最大の値上がりを記録している[4]
- 2016年9月 - 東証マザーズ指数eワラントの取扱い開始
- 2016年9月 - EVOLUTION JAPAN証券にてiOSアプリ『EVO eワラント』がApp Storeにてリリース。
- 2016年10月 - オウンドメディア「eワラントジャーナル」開設
- 2017年3月 - 米国政策転換バスケットeワラントの取扱い開始
- 2017年7月 - ジャパンテクノロジーバスケットeワラントの取扱い開始
- 2017年10月 - 自動運転関連バスケットeワラントの取扱い開始
- 2018年3月30日 - 楽天証券における新規買いの取り扱いを終了。
- 2018年12月10日 - eワラントデモトレード大幅リニューアル。
- 2019年1月18日 - コメ相場に少額から投資ができる「コメeワラント」取り扱い開始。
- 2019年9月2日 - eワラント・ダイレクトを開始。eワラント証券で売買出来るようになった。[5]
- 2019年12月2日 - EVOLUTION JAPAN証券の取り扱いが終了し、eワランド・ダイレクトに吸収された。[6]
- 2020年4月13日 - eワラントCFD開始[7]

## 問題点
リンク債の価格変動、時間経過（一部の銘柄を除き、一般に時間経過とともに価格が下落する）や為替相場（対象原資産が国外のものの場合）など様々な要因が価格に影響を与える。eワラントの価格が極端に低い場合には、対象原資産の値動きにほとんど反応しない場合がある。

## 用語
- 対象原資産　権利の対象になっている資産
- 参照原資産価格　対象原資産の価格
- 権利行使価格　買う権利、売る権利を行使できる価格
- 満期日　権利行使できる期日（実際は差金決済）
- マーケットメイカー　マーケットメイク方式において値付けを行い、常に売り気配及び買い気配を提示して投資家の注文に応じる証券会社のこと
- 指値　取引所取引において、希望価格を指定して注文を出すこと。買い注文であれば指値以下、売り注文であれば指値以上での約定となる
- バスケット　特定のテーマに絞った銘柄に投資できるeワラントのこと
- カバード・ワラント　オプションを証券化した有価証券のこと
- スプレッド　買取価格比のこと。eワラントの販売価格と買取価格がどれだけ乖離しているかを見る指標
- 満期決済金額　eワラントが満期日を迎えた際に、コール型のeワラントでは満期参照原資産価格が権利行使価格を上回っていた場合に、プット型のeワラントでは、満期参照原資産価格が権利行使価格を下回っている場合に、投資家が受取る金額
- EWコード　各銘柄のeワラントを特定するために付されたコード番号

## 主な関係会社及び企業グループ
- 株式会社CAICA…株式会社CAICAは、東京証券取引所JASDAQ市場に上場しており、傘下企業にはシステム開発およびシステムに関するコンサルティングやシステムのメンテナンス・サポートを事業として行う株式会社CAICAテクノロジーズ、関係会社として暗号資産交換業を営む株式会社フィスコ仮想通貨取引所、通信機器の開発販売を行っている株式会社ネクス等がある。eワラント証券及び以下のeワラント・ファンド・リミテッドやeワラント・インターナショナル・リミテッドの議決権を100％保有している。
- eワラント・ファンド・リミテッド…カバード・ワラントの発行業務を行っている。CAICAの100%子会社。
- eワラント・インターナショナル・リミテッド…カバード・ワラントのマーケット・メイク業務を行っている。CAICAの100%子会社。

（eワラント証券会社概要より抜粋）

## 関連書籍
- 土居雅紹・伊藤耕一郎　『eワラント・ポケット株オフィシャルガイド』　翔泳社、2001年。
- 天海源一郎　『eワラント完全マスター』　扶桑社、2008年
- eワラント投資研究会　『おこづかいを最速で最大に増やせる投資 eワラント』　廣済堂出版、2011年。
- eワラント投資研究会編　『3000円で30万円を目指す eワラント超入門』　産経新聞出版、2014年。

## eワラントに関連する著名人
- ボビー・オロゴン
- 三井智映子[8]
- 土居雅紹（2016年10月までeワラント証券の取締役COO[9]）